# Оберкирх (Люцерн)
Оберкирх (нем. Oberkirch LU) — коммуна в Швейцарии, в кантоне Люцерн. 
Входит в состав округа Зурзее. Население составляет 3143 человека (на 31 декабря 2006 года). Официальный код — 1095.